# Livendula leucocyana
Livendula leucocyana is een vlindersoort uit de familie van de prachtvlinders (Riodinidae), onderfamilie Riodininae.
Livendula leucocyana werd in 1837 beschreven door Geyer.